# Berengária angol királyné
Navarrai Berengária (baszkul: Berengela Nafarroakoa, spanyolul: Berenguela de Navarra, franciául: Bérengère de Navarre, angolul: Berengaria of Navarre; Tudela, Navarrai Királyság 1167 körül – Le Mans, Francia Királyság, 1230. december 23.), a Jimeno-házból származó navarrai királyi hercegnő, VI. Sancho navarrai király és Kasztíliai Sancha királyné legidősebb leánya, aki I. Richárd királlyal kötött házassága révén Anglia királynéja 1191-től hitvese 1199-es haláláig. Nem születtek gyermekei.

## Élete
Berengária édesapja VI. Sancho navarrai király, aki VI. García navarrai király és Marguerite de L’Aigle fia volt. Édesanyja a Burgundi–Ivreai-házból származó Sancha kasztíliai infánsnő, VII. Alfonz kasztíliai király és Barcelonai Berengária királyné leánya. A hercegnő volt szülei hat gyermeke közül a legidősebb. Felnőttkort megért testvérei között van a későbbi VII. Sancho navarrai király, valamint Blanka királyi hercegnő, aki III. Theobald champagne-i gróf felesége lett.
Eljegyzését a leendő I. Richárd angol királlyal annak édesanyja, Aquitániai Eleonóra királyné intézte el. Cserében Navarra biztosította Eleonóra francia birtokainak katonai védelmét, továbbá Berengária édesapja igyekezett segíteni abban, hogy Anglia és Kasztília között rendeződjék a diplomáciai kapcsolat. (Kasztília királynéja akkoriban Richárd testvére, Eleonóra volt.)
A házassági szerződés 1190-ben köttetett meg, amikor Richárd anyja találkozott Pamplonában VI. Száncsóval. Richárd előtte már félig-meddig eljegyezte Adél francia királyi hercegnőt, VII. Lajos király lányát, aki állítólag Richárd apjának, II. Henrik angol királynak volt a szeretője, sőt, talán még egy törvénytelen gyermekük is született titokban. Berengáriát anyósa kísérte el Richárdhoz, hogy végre személyesen is megismerkedhessenek egymással a jegyesek. Richárd akkor már részt vett a harmadik keresztes hadjáratban, s alig tartózkodott Angliában. Messinába érkezett a két asszony, ahol Richárd testvére, az özvegy szicíliai királyné, Johanna fogadta őket.
Johanna és Berengária nagyon megkedvelték egymást, s Eleonóra az ő gondjaira bízta menyét. Johanna és sógornője hajóval indultak a Szentföld felé, ám útközben Ciprus ura, Komnénosz Izsák foglyul ejtette őket. Richárd elindult a kiszabadításukra. Bevette Ciprus szigetét, s még ott összeházasodtak menyasszonyával, 1191. május 12-én. Még aznap királynévá koronázták Berengáriát.
Az, hogy elhálták-e a frigyet, a mai napig találgatás tárgya, azonban annyi biztos, hogy Richárd magával vitte a Szentföldre Berengáriát. Annak idején Richárd anyja az első férjével, VII. Lajos francia királlyal ugyancsak járt ott. Berengária hamarabb visszatért Európába, mint Richárd, aki a hazaútján fogságba esett, s anyja hatalmas váltságdíj fizetése fejében szabadíthatta csak ki. Szabadulása után Richárd visszatért Angliába, s sokáig nem is találkozott a feleségével. 
Richárd ezután öccsével, Jánossal vetélkedett a trónért, ám III. Celesztin pápa felszólította őt, hogy térjen vissza hitveséhez. A király Franciaországba ment, s egy darabig Berengária mellett maradt. 1199-ben a királyné megözvegyült.
Úgy tűnt, a királyné őszintén megszerette férjét, aki azonban mindig igen távolságtartó volt vele. Az asszony sosem járt Angliában, 10 éves uralkodása alatt Richárd is csak 6 hónapot élt ott.
Berengária kérvényezte Richárd öccsénél, az új királynál, Jánosnál, hogy fizessen neki járadékot, amit az nem tett meg soha, így az asszony III. Ince pápához fordult segítségért.
János fia, III. Henrik király már hajlandó volt anyagilag támogatni az özvegyet. Ezek után Berengária Le Mans városába helyezte át székhelyét. Az ottani apátságba vonult vissza, s ott is temették el 1230-ban, 65 éves korában.

## Fordítás
- Ez a szócikk részben vagy egészben  a   Berengaria of Navarre című angol Wikipédia-szócikk fordításán alapul.  Az eredeti cikk szerkesztőit annak laptörténete sorolja fel. Ez a jelzés csupán a megfogalmazás eredetét és a szerzői jogokat jelzi, nem szolgál a cikkben szereplő információk forrásmegjelöléseként.

| Navarrai Berengária Jimeno-ház Született: 1167 körül Elhunyt: 1230. december 23. |                                                      |                                |
|                                                                                  |                                                      |                                |
| Előző Aquitániai Eleonóra                                                        | Anglia királynéja 1191. május 12. – 1199. április 6. | Következő Angoulême-i Izabella |